# Xã Metamora, Michigan
Xã Metamora (tiếng Anh: Metamora Township) là một xã thuộc quận Lapeer, tiểu bang Michigan, Hoa Kỳ. Năm 2010, dân số của xã này là 4.249 người.